# Golfo di Gonâve

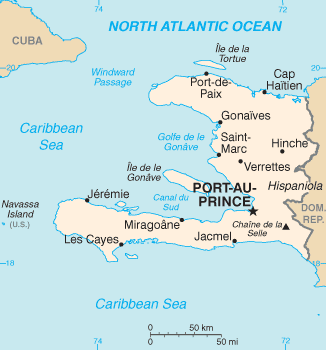
Localizzazione del golfo.

Il golfo di Gonâve (in francese: golfe de la Gonâve) è un ampio golfo lungo la costa occidentale di Haiti.
La capitale haitiana, Port-au-Prince, si trova sulla costa di questo golfo. Altre città importanti sono Les Gonaïves, Saint-Marc, Miragoâne, e Jérémie.
La principale isola è l'isola de la Gonâve, seguita per dimensione da Cayemites.